# 2MASX J12545084+2230490
2MASX J12545084+2230490 ist eine Galaxie im Sternbild Haar der Berenice am Nordsternhimmel. Sie ist schätzungsweise 1,3 Milliarden Lichtjahre von der Milchstraße entfernt und hat einen Durchmesser von etwa 125.000 Lichtjahren. Vom Sonnensystem aus entfernt sich das Objekt mit einer errechneten Radialgeschwindigkeit von näherungsweise 28.500 Kilometern pro Sekunde.
Im selben Himmelsareal befinden sich unter anderem die Galaxien IC 3870, IC 3882, PGC 1671577, PGC 1673018.